# روچویچی
روچویچی (به صربی: Roćevići) یک منطقهٔ مسکونی در صربستان است که در کرالیفو واقع شده‌است.